# Cena e Monestièrs
Cena Monestièrs (en francès Cenne-Monestiés) és un municipi del departament de l'Aude a la regió francesa d'Occitània.